# ゲイリー・キルドール
ゲイリー・アーレン・キルドール（Gary Arlen Kildall、1942年5月19日 - 1994年7月11日）は、アメリカ合衆国のコンピュータ科学者・マイクロコンピュータの起業家である。
オペレーティングシステム・CP/Mを製作し、デジタルリサーチ(DRI, Digital Research, Inc.)を創業したことで知られる。キルドールは、マイクロプロセッサを単なる機器の制御用ではなくより能力のある「コンピュータ」とみなし、このコンセプトで起業した最初の人々の一人だった。彼はPBSのテレビ番組『コンピュータ・クロニクルズ』の司会者の一人でもあった。

## 若年期
ゲイリー・キルドールはワシントン州シアトルで生まれ、そこで育った。一家は船乗りのための学校を運営していた。父ジョセフは、ノルウェー人を祖先に持つ船長だった。母エマはスウェーデン系のハーフである。エマの母はスウェーデンのシェレフテオに生まれ、23歳のときにカナダに移住した。
彼は数学教師を志望してワシントン大学(UW)に入学したが、在学中にコンピュータ技術に興味を持つようになった。学士号を受けた後、徴兵義務を果たすためにカリフォルニア州モントレーのアメリカ海軍大学院(NPS)で教授を務めた。また、海軍除隊後も教鞭をとった。勤務地はシリコンバレーから車で1時間以内の距離だった。彼は在職中に世界初の商用マイクロプロセッサであるIntel 4004の話を聞き、4004を購入して実験的なプログラムを書き始めた。プロセッサについてもっとよく知るために、休日にインテルでコンサルタントとして働いた。
彼は短期間だけワシントン大学に戻り、1972年に計算機科学の博士号を受けた後、海軍大学院での教育を再開した。
彼は、今日コンパイラ最適化で使用されるデータフロー解析理論についての論文を発表した。そして、マイクロコンピュータとフロッピーディスクのエマージングテクノロジーについて実験を続けた。インテルは彼に8008プロセッサと8080プロセッサを使用したシステムを貸し出し、1973年、彼は初のマイクロプロセッサ用の高水準プログラミング言語、PL/Mを開発した。同年、8080でフロッピー・ドライブが制御できるようにCP/Mを作成した。これにより、マイクロコンピュータ・スケールのコンピュータで初めて全ての必要な構成要素が結合された。彼はインテルにCP/Mのデモンストレーションをしたが、インテルはほとんど興味を示さず、その代わりにPL/Mを市場に出すことを選択をした。

## 職歴

### CP/M
1974年、キルドールと彼の妻ドロシーは、CP/Mの開発の継続と販売のためにIntergalactic Digital Research（後にデジタルリサーチに改称）を設立し、ホビイスト向けの雑誌にCP/Mの広告を出した。デジタルリサーチは、Altair 8800の人気のあった互換機であるIMSAI 8080に対しCP/Mをライセンスした。多くのメーカーがCP/Mのライセンスを受けたため、CP/Mはデファクト・スタンダードとなり、多くのハードウェア・バリエーションに対応しなければならなくなった。それに対応するため、キルドールはBIOSの概念を創始した。BIOSはハードウェアに格納された一連の単純なプログラムで、それによりCP/M自体を修正することなく異なるシステム上で動作できるようにした。
CP/Mの素速い成功はキルドールを驚かせた。これほどまでに大当たりするとは思っていなかったと述べている。彼は高密度フロッピーディスクとハードディスクにCP/Mを対応させるのに時間がかかった。ハードウェアメーカーが対抗するオペレーティングシステムを作成することを検討し始めたため、キルドールはあわててCP/M 2を開発する計画を始めた。
CP/Mの人気のピークであった1981年までに、CP/Mは3000種類の異なるコンピューター・モデルで動作し、デジタルリサーチは毎年540万ドルの収益を上げていた。従来にない革新的な機能を持ったCP/Mは爆発的に売れ、設立後わずか数年でデジタルリサーチは急成長を遂げたことで巨万の富を手にした。

### IBMとの取引
1980年、IBMはビル・ゲイツの提案でデジタルリサーチに接近した。IBM PC用CP/M-86と呼ばれるCP/Mの次のバージョンの購入を協議するためだった。彼は同僚のトム・ローランダーと共に自家用飛行機でソフトウェアをビル・ゴッドバウトに届けに行くため、いつものように、IBMとの交渉を妻のドロシーに任せた。IBMの代表は、訪問の目的を説明する前に、ドロシーに秘密保持契約にサインするよう要求した。デジタルリサーチの弁護士ゲリー・デービスのアドバイスに従い、ドロシーはゲイリーの賛成なしで合意に署名することを拒否した。ゲイリーは午後に戻りIBMと協議しようとしたが、彼が秘密保持契約にサインしたかどうか、彼がIBMの代表と会ったかどうかについては、デジタルリサーチ側とIBM側とで話が相反している。
2社が合意に達しなかった理由として多数の説がある。あまり製品を作っていないデジタルリサーチが、主要製品であるCP/Mを一回払いではなくロイヤルティー・ベースで売ろうとしていたのかもしれない。同社がデータゼネラル向けのプログラミング言語PL/Iの開発に忙しかったため、IBMから提案された予定通りにCP/M-86をリリースすることができないと、ドロシーが思っていたのかもしれない。あるいは、彼らが単調な形式と考えたものについてDRIが時間をかけていることに、IBMの代表が怒ったのかもしれない。キルドールによれば、その夜、彼とドロシーは休暇をとるためにフロリダへ行ったので、同じ便にIBMの代表が乗り、機内でさらに交渉して合意に達したという。IBMの主任交渉者のジャック・サムズは、ゲイリーには会っていないと主張しており、IBMの同僚の1人も、サムズがその時にそう言ったことを確認した。代表者グループの他の誰かがキルドールと同じ便に乗っていたかもしれないとサムズは認めたが、それは再びマイクロソフトと交渉するためにシアトルへ向かったのかもしれないとした。
サムズはこの話をゲイツにした。ゲイツは、BASICインタプリタや他のいくつかのプログラムをIBM PCに提供することですでに同意していた。その話についてのゲイツの印象は、ゲイリーが気まぐれに「飛びに行った」ということだったと、ゲイツは後に記者に語った。サムズは、使えるオペレーティングシステムを見つけるために、ゲイツのもとを去り、数週間後、シアトル・コンピュータ・プロダクツ (SCP) の86-DOSを提案した。これは、キルドールのCP/MのAPIの実装する独自に開発されたオペレーティングシステムであった。ポール・アレンが、SCPでライセンスの取引を協議した。アレンが86-DOSをIBMのハードウェアに対応させて、IBMはそれをPC DOSとして出荷した。
キルドールはPC DOSのコピーを入手してそれを調査し、CP/Mのソースコードを使用していると結論づけた。
キルドールはどんな法的手段が利用できるかをゲリー・デービスに相談し、ソフトウェアのための知的所有権法が訴えるのに十分明白でないと、デイビスは話した。
キルドールはIBMを法的措置で脅し、IBMは、責任の免除と引き換えにIBM PCのオプションとしてCP/M-86を提供することを提案した。キルドールはそれを受け入れた。彼は、IBMの新しいシステムは重要な商業的な成功でないと思っていた。IBM PCが発売されたとき、IBMはオペレーティングシステムを別売りのオプションとして販売した。オペレーティングシステム・オプションの1つはPC DOSで、40ドルの値段がつけられた。PC DOSは必要なオプションとみなされ、ほとんどのソフトウェア・タイトルはそれを必要とした。PC DOSがない場合、IBM PCはビルトインのカセットBASICしか使用できなかった。CP/M-86は数ヶ月後に240ドルで出荷されたが、DOSと比べるとほとんど売れず、はるかにより少ないソフトウェアのサポートしか享受できなかった。

### その後
IBMとの取引の喪失を受け、ゲイリーとドロシーはより経験豊かな経営陣を引き入れる必要に迫られていることに気づいた。そして、会社に対するゲイリーの影響力は弱くなった。彼は、様々な実験的な研究プロジェクト（マルチタスク版CP/M（MP/M）やプログラミング言語LOGOの実装など）に関わった。彼はLISPの教育的な方言であるLOGOが教育でBASICに取って代わることを望んだが、そうはならなかった。アップルのLisaのデモンストレーションを見た後、キルドールはGraphical Environment Manager(GEM)デスクトップと呼ばれるデジタルリサーチ独自のグラフィカルユーザインタフェースの作成を監督した。1991年、ノベルがデジタルリサーチを買収した。
キルドールは、デジタルリサーチの外でもコンピュータ関連のプロジェクトを進めた。1983年から始まった、パーソナル・コンピューティングの傾向を取り上げる公共放送のテレビ番組『コンピュータ・クロニクルズ』の司会者の一人となった。KnowledgeSetという別の会社を起業し、光ディスク技術をコンピュータでの使用に適応させた。1985年に、世界初のコンピュータ百科事典であるグロリアの『アカデミックアメリカン百科事典』を公開した。キルドールの最後の事業はテキサス州オースティンに拠点を置くPrometheus Light and Soundで、固定電話と携帯電話を統合した家庭用PBXシステムを開発した。

## 私生活
キルドールの同僚は、彼を創造的で、寛大で、大胆であると言う。飛行機だけでなく、彼はスポーツカー、カーレース、ボート漕ぎが好きだった。そして、彼は生涯にわたって海を愛していた。
キルドールは、IBM事件は過去のものとして、その前後の業績で知られることを望んだ。しかし、彼の貢献についての記憶は薄れて行き、彼とビル・ゲイツとの比較に絶えず直面するようになった。ゲイツとジャーナリストたちによって、宿命的なIBMとデジタルリサーチの会議についての、「キルドールは気晴らしに飛行機に乗るために無責任に休暇をとった」という伝説は次第に成長した。彼はその伝説を絶えず否定するのに嫌気がさした。
1992年、ワシントン大学がコンピューターサイエンス・プログラム記念祭に優秀な卒業生として出席するよう彼に尋ねたとき、キルドールは悩んだ。ハーバードを中退したゲイツが基調演説をしたためである。それに応えて、彼は『Computer Connections』のタイトルで回顧録を書き始めた。回顧録は数人の友人だけに配布されたが、その中で、人々がソフトウェアの優雅さを評価しようとしたかったことに対する欲求不満を表明した。そして、ゲイツについて「彼は対立を生じさせる。彼は巧みに人を扱う。彼はユーザーである。彼は、私と産業から多くの物を奪った」と述べた。加えて、最初の26のシステムコールがCP/Mのものと同じように機能したので、彼はDOSを「明白で単純な窃盗」と述べた。CP/Mを主流から外すためにPC DOSとCP/M-86の価格差をつけたとして、彼はIBMを非難した。
ハロルド・エヴァンズは2004年の著書『They Made America』のキルドールについての章の情報源として、彼の回顧録を使用した。そして、マイクロソフトがキルドールから彼の発明を奪ったと結論づけた。IBM PCプロジェクトからのIBM出身者は、この本の説明に異議を唱えた。マイクロソフトはそれを「一方的で不正確である」と述べた。
ノベルにデジタルリサーチを売却することで、キルドールは裕福になり、オースティン郊外のウェストレイクヒルズへ引っ越した。彼のオースティンの家は湖畔にあり、スポーツカーのための車庫と地階のビデオ・スタジオを備えていた。キルドールは、リアジェットの自家用小型ジェット機を所有して自ら操縦し、湖には1隻以上のボートを所有していた。オースティンでは、エイズの子供たちを助けるボランティア活動に参加した。彼は、デジタルリサーチの本社の近くのカリフォルニア州ペブルビーチで、パノラマのオーシャンビューの大邸宅を所有した。

## 事故死
1994年7月8日、キルドールはカリフォルニア州モントレーのバイカーバーで転落して頭部を打った。怪我の正確な状況は不明なままであるが、彼は晩年アルコール中毒で苦しんでいた。負傷の理由は、椅子から落ちたとか、階段で転んだ、または何者かに襲われたといった説がある。3日後の7月11日にモントレー半島の公共病院で亡くなった。検死官は、死因を頭部への打撲と特定した。彼が心臓発作を経験していたという証拠もあったが、死因とは確証的に決定されなかった。北シアトルのEvergreen-Washelli Memorial Parkに埋葬されている。
転落事故の前日、NHKスペシャル『新・電子立国』取材班のインタビューに応じ、「ソフトウェアで儲けて車やジェット機を買うのさ」と語った。

## 評価
キルドールの死の発表の後、ビル・ゲイツは、キルドールは「PC革命の最初のパイオニアの一人」であり「優れた仕事をした非常に創造的なコンピューター科学の専門家である。我々は競争者であったが、私はPC産業への彼の貢献に相当な敬意を常に持っていた。彼の早すぎる死は非常に不運であり、彼の業績は惜しまれる物である」とコメントした。
1995年3月、キルドールはソフトウェア発行者協会（現ソフトウェア・情報産業協会）によって、マイクロコンピュータ産業への以下の貢献について死後に名誉を与えられた。
- プリエンプティブ・マルチタスクとウィンドウ生成能力によるオペレーティングシステムおよびとメニュー選択方式ユーザ・インタフェースの導入
- 初のディスケット・トラック・バッファリング方式、先読みアルゴリズム、ファイル・ディレクトリ・キャッシュ、RAMディスク・エミュレータの作成
- 1980年代のバイナリ・リコンパイラの導入
- 初のマイクロプロセッサのためのプログラミング言語と初のコンパイラ
- 最終的に約25万部販売された、初のマイクロプロセッサ・ディスク・オペレーティング・システム
- 自動ノンリニア再生が可能なビデオ・ディスクのための初のコンピュータ・インタフェース（今日のインタラクティブなマルチメディアの前兆となる）
- 初の消費者向けCD-ROMのためのファイルシステムとデータ構造
- BIOSルーチンでシステムに特有のハードウェア・インタフェースを分離することによる、初の成功したオープンシステムアーキテクチャ[24][25][26][27]

2014年4月、パシフィック・グローヴ市は、デジタルリサーチの初期の本社として用いられたキルドールの以前の住居に記念の飾り額を設置した。